# زوجة لخمسة رجال (فلم)
زوجة لخمسة رجال هو فيلم مصري عرض عام 1970، بطولة ماجدة ورشدي أباظة وعماد حمدي وصلاح منصور ومحمد رضا وأبو بكر عزت ويوسف فخر الدين، ومن إخراج سيف الدين شوكت.

## قصة الفيلم
تدور أحداث الفيلم حول «عفاف»، وهي فتاة مريضة نفسية تعاني من عقد الماضي التي سببها الرجال، تهرب من زوجها السمنودي ليلة زفافها، ثم تتقابل فيما بعد مع شخصين آخرين وتتفق مع كل واحد منهما على حدة على الزواج، لكنها تهرب عندما تأتي اللحظات الخاصة بعقد القران، ويتكرر نفس التصرف مع الرابع الذي تهرب منه أيضا، ويبدأ الأزواج في تقديم بلاغات للنيابة التي تلقي القبض عليها بتهمة تعدد الأزواج، يتقدم إلى النيابة المحامي «سيف» الذي يحاول بكل الطرق أن يثبت لماذا ارتكبت «عفاف» تلك الحوادث، حتى يصل إلى أنها تعاني من عقد نفسية سببها زوج أمها الذي كان يعاملها بوحشية وقسوة حتى أنه قتل قطتها أمامها، تأخذ المحكمة بالدفوع المقدمة وتبرئها، وبعد أن تشفى تماما تتزوج المحامي سيف.

## طاقم التمثيل
- ماجدة: (عفاف)
- رشدي أباظة: (النقيب سيف عبد الله)
- عماد حمدي: (السمنودي بيه)
- صلاح منصور: (العمدة)
- محمد رضا: (الأسطى توفيق مرسيدس)
- أبو بكر عزت: (صلاح)
- يوسف فخر الدين: (إحسان رفعت)
- عزيزة حلمي: (والدة عفاف)
- ممتاز أباظة: (د. لبيب عزت)
- محمد عوض: (بشخصيته الحقيقية)
- ماجدة الخطيب: (بشخصيتها الحقيقية)
- محمد أباظة: (المجنون)
- حامد مرسي: (زوج الأم)
- محمد الديب: (بشخصيته الحقيقية)
- نور الشريف: (وكيل النيابة في المحكمة)
- سميحة محمد: (زوجة الأسطى توفيق)
- عبد الغني النجدي: (بسطويسي)
- سيد عبد الله
- مختار السيد
- إبراهيم قدري

## فريق العمل
- إخراج: سيف الدين شوكت
- قصة: أبو السعود الإبياري
- سيناريو وحوار: أبو السعود الإبياري، سيف الدين شوكت، إيهاب الأزهري، وجيه نجيب
- مدير التصوير: وديد سري
- مونتاج: كمال أبو العلا
- موسيقى تصويرية: أندريه رايدر
- إنتاج: أفلام ماجدة
- توزيع داخلي: أفلام ماجدة
- توزيع خارجي: المؤسسة المصرية العامة للسينما